# Tyrell Biggs
Tyrell Biggs (* 22. Dezember 1960 in Philadelphia) ist ein ehemaliger US-amerikanischer Schwergewichtsboxer.

## Amateurkarriere
Biggs war US-amerikanischer Meister der Jahre 1981, 1982 und 1983. Sein erster internationaler Erfolg war der Gewinn der Amateurweltmeisterschaft 1982 in München. Auf dem Weg zum Titel gewann er unter anderem im Halbfinale gegen Peter Hussing und im Finale gegen Francesco Damiani, der vorher Teófilo Stevenson geschlagen hatte.
1983 verlor er durch K. o. gegen Stevenson, 1984 unterlag er dem Kubaner nach Punkten.
Bei den Panamerikanischen Spielen 1983 belegte Tyrell den dritten Platz. 1984 nahm er für die USA an den Olympischen Spielen teil und gewann in Abwesenheit Stevensons die erstmals vergebene Goldmedaille in der Superschwergewichtsklasse. Dabei gewann er im Viertelfinale gegen Lennox Lewis, Kanada (5:0), im Halbfinale gegen Aziz Salihu, Jugoslawien (5:0), und im Finale erneut gegen Francesco Damiani, Italien (4:1).
Seine Bilanz war 108-6-4.

## Profikarriere
Biggs’ Profikarriere als Boxer begann im November 1984. Nachdem er seine ersten 15 Profikämpfe siegreich gestalten konnte (darunter waren mit James „Quick“ Tillis und Renaldo Snipes zwei sehr starke Gegner), fand am 16. Oktober 1987 sein einziger bedeutender Titelkampf statt, den er gegen Mike Tyson durch Technischen K. o. in der siebten Runde verlor. Erst ein Jahr später kehrte er zurück in den Ring, doch auch gegen Francesco Damiani, den er als Amateur zweimal besiegen konnte, verlor er unglücklich durch einen Abbruch aufgrund einer Platzwunde über dem rechten Auge. Auch seinen nächsten Kampf gegen Gary Mason, der dritte in Folge gegen einen ungeschlagenen Gegner, verlor er. Im Jahr 1990 schlug er Ossie Ocasio und Rodolfo Marin (Bilanz 17-0). 1991 kämpfte er gegen die aufstrebenden zukünftigen Weltmeister Riddick Bowe und Lennox Lewis. Beide Kämpfe verlor er ebenfalls durch K. o. Nach diesen Niederlagen schaffte er es nie mehr in die Weltspitze. Spätere Comebackversuche scheiterten, unter anderem mit Niederlagen gegen Tony Tubbs und Buster Mathis jr., so dass er 1998 seine Karriere beendete.

## Liste der Profikämpfe
| 30 Siege (20 K.o.-Siege), 10 Niederlagen (7 K.o.-Niederlagen), 0 Unentschieden |               |                                                               |                                                                            |                                          |
| Jahr                                                                           | Tag           | Ort                                                           | Gegner                                                                     | Ergebnis für Biggs                       |
| 1984                                                                           | 15. November  | Madison Square Garden, New York City, USA                     | Mike Evans                                                                 | Punktsieg (einstimmig) / 6 Runden        |
| 1985                                                                           | 20. April     | Memorial Coliseum, Corpus Christi (Texas), USA                | Mike Perkins                                                               | Sieg / TKO 1. Runde                      |
| 1985                                                                           | 17. Mai       | Caesars Tahoe, Stateline, USA                                 | Grady Daniels                                                              | Sieg / Aufgabe 2. Runde                  |
| 1985                                                                           | 13. Juli      | Atlantis Hotel & Casino, Atlantic City (New Jersey), USA      | Eddie Richardson                                                           | Sieg / TKO 3. Runde                      |
| 1985                                                                           | 29. August    | The Omni, Atlanta, USA                                        | Sterling Benjamin                                                          | Sieg / TKO 7. Runde                      |
| 1985                                                                           | 19. November  | Landmark Hotel, Metairie, USA                                 | Danny Sutton                                                               | Sieg / TKO 7. Runde                      |
| 1985                                                                           | 21. Dezember  | Pavillion Convention Center, Virginia, USA                    | Tony Anthony                                                               | Sieg / KO 1. Runde                       |
| 1986                                                                           | 25. Januar    | Lancaster Host Resort, Lancaster (Pennsylvania), USA          | James Tillis                                                               | Punktsieg (einstimmig) / 8 Runden        |
| 1986                                                                           | 23. März      | Lawlor Events Center, Reno (Nevada), USA                      | Jeff Sims                                                                  | Punktsieg (einstimmig) / 10 Runden       |
| 1986                                                                           | 14. August    | Felt Forum, New York City. USA                                | Rodney Smith                                                               | Sieg / TKO 6. Runde                      |
| 1986                                                                           | 14. September | Harrah's Marina Hotel Casino, Atlantic City (New Jersey), USA | Percell Davis                                                              | Punktsieg (einstimmig) / 10 Runden       |
| 1986                                                                           | 29. Oktober   | Alexandra Pavillion, London, Großbritannien                   | Robert Evans                                                               | Sieg / KO 5. Runde                       |
| 1986                                                                           | 12. Dezember  | Madison Square Garden, New York City, USA                     | Renaldo Snipes                                                             | Punktsieg (einstimmig) / 10 Runden       |
| 1987                                                                           | 7. März       | Las Vegas Hilton, Las Vegas, USA                              | David Bey                                                                  | Sieg / TKO 6. Runde                      |
| 1987                                                                           | 31. Juli      | Memorial Coliseum, Corpus Christi (Texas), USA                | Lorenzo Boyd                                                               | Sieg / TKO 3. Runde                      |
| 1987                                                                           | 16. Oktober   | Convention Hall, Atlantic City (New Jersey), USA              | Mike Tyson WBC/WBA/IBF-Weltmeisterschaft                                   | Niederlage / TKO 7. Runde                |
| 1988                                                                           | 29. Oktober   | PalaTrussardi, Mailand, Italien                               | Francesco Damiani                                                          | Niederlage / TKO 5. Runde                |
| 1989                                                                           | 4. Oktober    | Royal Albert Hall, London, Großbritannien                     | Gary Mason                                                                 | Niederlage / KO 7. Runde                 |
| 1989                                                                           | 29. November  | The Palace, Auburn Hills (Michigan), USA                      | Bobby Crabtree                                                             | Sieg / TKO 5. Runde                      |
| 1990                                                                           | 11. Januar    | Trump Plaza Hotel, Atlantic City (New Jersey), USA            | Ossie Ocasio                                                               | Punktsieg (einstimmig) / 10 Runden       |
| 1990                                                                           | 5. April      | The Palace, Auburn Hills (Michigan), USA                      | Rick Kellar                                                                | Sieg / TKO 2. Runde                      |
| 1990                                                                           | 8. Dezember   | Convention Center, Atlantic City (New Jersey), USA            | Rodolfo Marin                                                              | Punktsieg (einstimmig) / 10 Runden       |
| 1991                                                                           | 2. März       | Harrah's Marina Hotel Casino, Atlantic City (New Jersey), USA | Riddick Bowe                                                               | Niederlage / TKO 7. Runde                |
| 1991                                                                           | 23. November  | The Omni, Atlanta, USA                                        | Lennox Lewis                                                               | Niederlage / KO 3. Runde                 |
| 1992                                                                           | 18. April     | High School Field House, Chandler (Oklahoma), USA             | Alan Jamison                                                               | Sieg / KO 1. Runde                       |
| 1992                                                                           | 7. Mai        | Westlin Hotel, Tulsa, USA                                     | Charles Woolard                                                            | Sieg / TKO 1. Runde                      |
| 1992                                                                           | 29. Mai       | Amarillo, Texas, USA                                          | Mike Faulkner                                                              | Sieg / TKO 2. Runde                      |
| 1992                                                                           | 18. Juli      | Civic Assembly Center, Muskogee (Oklahoma), USA               | Roy Jobe                                                                   | Sieg / KO 1. Runde                       |
| 1992                                                                           | 19. November  | Days Inn South, Oklahoma City (Oklahoma), USA                 | John Jones                                                                 | Sieg / KO 2. Runde                       |
| 1992                                                                           | 8. Dezember   | Hyatt Regency, Tampa (Florida), USA                           | Marion Wilson                                                              | Punktsieg (einstimmig) / 10 Runden       |
| 1993                                                                           | 17. Januar    | Union Plaza Casino, Las Vegas, USA                            | Mike Hunter vakante USBA-Weltmeisterschaft                                 | Punktniederlage (einstimmig) / 12 Runden |
| 1993                                                                           | 3. Dezember   | Casino Magic 500, Bay Saint Louis, USA                        | Tony Tubbs „People’s Choice One-Night Heavyweight Tournament (Halbfinale)“ | Punktniederlage (einstimmig) / 3 Runden  |
| 1993                                                                           | 3. Dezember   | Casino Magic 500, Bay Saint Louis, USA                        | Shane Sutcliffe „People’s Choice One-Night Heavyweight Tournament“         | Sieg / TKO 2. Runde                      |
| 1993                                                                           | 3. Dezember   | Casino Magic 500, Bay Saint Louis, USA                        | Evgeny Sudakov „People’s Choice One-Night Heavyweight Tournament“          | Punktsieg (mehrstimmig) / 3 Runden       |
| 1994                                                                           | 5. Februar    | Aladdin Hotel & Casino, Las Vegas, USA                        | Buster Mathis jr. vakante USBA-Weltmeisterschaft                           | Punktniederlage (einstimmig) / 12 Runden |
| 1994                                                                           | 2. April      | Korakuen Hall, Tokio, Japan                                   | Ray Anis                                                                   | Niederlage / TKO 3. Runde                |
| 1997                                                                           | 11. Januar    | Mount Washington, Kentucky, USA                               | Andre Crowder                                                              | Sieg / KO 1. Runde                       |
| 1997                                                                           | 19. Februar   | Louisville, Kentucky, USA                                     | Alonzo Hollis                                                              | Punktsieg / 6 Runden                     |
| 1997                                                                           | 11. September | Foxwoods Resort, Mashantucket, USA                            | Larry Donald                                                               | Niederlage / KO 2. Runde                 |
| 1998                                                                           | 27. Februar   | Atlanta, Georgia, USA                                         | Carlton Davis                                                              | Sieg / KO 2. Runde                       |